# Dinarthrum arachosicum
Dinarthrum arachosicum är en nattsländeart som beskrevs av Schmid 1961. Dinarthrum arachosicum ingår i släktet Dinarthrum och familjen kantrörsnattsländor. Inga underarter finns listade i Catalogue of Life.